# Adieu Galaxy Express 999
Série
Galaxy Express 999
(1979) Galaxy Express 999 : Eternal Fantasy
(1998)
Pour plus de détails, voir Fiche technique et Distribution.
Adieu Galaxy Express 999 (さよなら銀河鉄道999　アンドロメダ終着駅, Sayonara Ginga Tetsudô Three Nine - Andoromeda Shûchakueki) est un film d'animation japonais réalisé par Rintaro, sorti en 1981.
Adieu Galaxy Express 999 est la suite du premier film Galaxy Express 999 sortie en 1979. Le deuxième opus de la saga prend en compte les événements de la série anime en plus de ceux présents dans le premier opus, amenant à une fin à la série et au film.

## Synopsis
Trois ans après la destruction de la planète Maetel, l’Empire des Machines a maintenant une emprise encore plus grande sur la Galaxie. Des rumeurs courent selon lesquelles Maetel deviendrait sa nouvelle reine. Tetsuro, un jeune combattant de la liberté de quinze ans, est choqué lorsqu'un messager lui annonce que le 999 est de retour et que Maetel veut qu'il monte à son bord. Tetsuro parvient de justesse à monter à bord du 999 et quitte la Terre, devenue un champ de bataille.
Bien que Tetsuro découvre que Maetel n'est pas présente sur le 999, il rencontre Metalména, une femme-machine qui a remplacé la serveuse Claire. Par ailleurs, un mystérieux train fantôme parcourt l'univers et manque de s'écraser sur le 999. Le 999 se plaint alors de l'humiliation d'avoir été dépassé par le Train Fantôme. Le 999 se rend sur la planète La Metal, présentée ici comme le lieu de naissance de Prometheum et de Maetel. Tetsuro tente de retrouver Maetel, sans succès, mais finit par rencontrer un jeune garçon. Il se lie d’amitié avec cet adolescent à l'apparence féline nommé Myaodar. En explorant les ruines d'un vieux château, Tetsuro découvre le portrait d'une belle reine blonde qui ressemble beaucoup à Maetel. Il apprend qu'il s'agit en fait de la reine Prométhium de La Métal, même si elle ne ressemble plus du tout à ce qu'elle était lors de leur dernière confrontation. Alors que la sonnerie du train se fait retentir, les deux jeunes garçons décident de se diriger vers la gare. Sur le point de monter dans le train, Tetsuro aperçoit Maetel. Tous deux embarquent dans le train.
Peu après avoir quitté La Métal, le 999 est forcé d'accoster à une station où Tetsuro rencontre un mystérieux homme-machine nommé Faust. Lorsque Tetsuro l'attaque, Faust le fait tomber dans un souvenir où il doit revivre la mort de sa mère. À la suite de cet évènement Matel et Tesuro retournent dans le train et continuent leur voyage jusqu'à la planète Mosaic, dernière étape avant la planète Grande Andromède, la capitale de l'empire mécanisé. Lors d’une escapade sur la planète Mosaic, Tetsuro trouve le Train Fantôme et manque de se faire tuer.
Le 999 se rend finalement sur la Grande Andromède où Faust accueille une nouvelle fois Tetsuro. Pendant ce temps, Maetel se rend au centre de la planète où la conscience de Prométhium, sa mère, existe toujours. Maetel est placée à la tête de l'empire mécanisé, comme l'annonçaient les rumeurs. Mais, une fois de plus, elle a l'intention de mettre fin aux opérations et tente d'arrêter les machines de Prométhium. Elle révèle à Tetsuro l'horrible vérité : l'énergie utilisée par les machines provient des êtres humains vivants, et ils ont été transportés dans l’usine par le Train Fantôme. Tetsuro est choqué de trouver son vieil ami Myaodar parmi une pile de cadavres vidés de leur énergie. Metalména se montre indifférente à la mort de Myaodar jusqu'à ce que Tetsuro lui révèle la source de l'énergie dont elle disposait. Alors qu'une patrouille de gardes vient arrêter le groupe, Metalména, dégoûtée et enragée par ce qu'elle a appris, les attaque et les détruit, apparemment au prix de sa propre vie.
Alors que Maetel tente de tuer sa mère. Prométhium prouve qu'elle ne peut pas être tuée en appuyant simplement sur un simple interrupteur, et tout semble désespéré. Au même moment, une anomalie spatiale appelée la Sirène Sorcière s'approche de la Grand Andromède, attirée par son énergie abondante. Cette anomalie absorbe petit à petit toute l'énergie de la planète et des machines présentes. Avec l'effondrement de la Grande Andromède, le 999 est prêt à partir, mais Tetsuro doit affronter Faust une dernière fois. Après avoir porté un coup fatal à Faust, Tetsuro apprend que ce dernier est son père (dans le manga et la série télévisée, on ne sait jamais ce qu'il est advenu du père de Tetsuro). Le 999 retourne à La Métal où Maetel et Tetsuro se séparent pour la dernière fois, et « le garçon [Tetsuro] devient un homme » et repart direction la Terre.

## Thème
En plus des thèmes anti-guerre présents dans les œuvres de Leiji Matsumoto, Adieu Galaxy Express 999 aborde la thématique du passage à l’âge adulte de manière très frontale. Le personnage de Tetsuro vit un voyage qui lui permet de rencontrer, vivre et ressentir de nouvelles expériences, accompagné par Maetel. Cette dernière peut être lue comme une sorte de gardienne de la jeunesse qui permet à Tetsuro de passer de l’enfance à l’âge adulte comme indiqué à la fin du film par les mots : « le garçon [Tetsuro] devient un homme ».
La saga Galaxy Express 999 aborde de manière générale de nombreuses autres thématiques, tel que : la valeur de sa propre humanité, l’importance de la vie même si elle est éphémère, l’importance de se battre pour ses idées, l’importance d’affirmer ses ressentis, etc.

## Fiche technique
- Titre : Adieu Galaxy Express 999
- Titre original : さよなら銀河鉄道999　－アンドロメダ終着駅 — Sayonara Ginga Tetsudô Three Nine - Andoromeda Shûchakueki
- Réalisation : Rintaro
- Scénario : Hiroyasu Yamaura d'après Galaxy Express 999 de Leiji Matsumoto
- Production : Chiaki Imada
- Directeur de l'animation : Kazuo Komatsubara
- Mecha design : Katsumi Itabashi
- Superviseur : Kon Ichikawa
- Musique : Osamu Shôji
- Directeur de production : Chiaki Imada
- Société de production : Tōei Animation (Japon)
- Société de distribution : Tōei Animation (Japon), Kazé (France)[4], VIZ Media, LLC & Discotek Media (USA)[4]
- Pays d'origine : Japon
- Langue : japonais
- Format : Couleurs
- Genre : Space opera
- Durée : 130 minutes
- Dates de sortie :
  - Japon : 1er août 1981
  - France : 18 février 2000[4] (sortie VHS[5])
  - USA : 27 mai 1997[4]

## Distribution

### Voix japonaise
- Masako Nozawa : Tetsurô Hoshino[6]
- Masako Ikeda : Maetel
- Kaneta Kimotsuki : Le conducteur
- Yôko Asagami : Metalména
- Toru Emori : Faust
- Makio Inoue : Harlock
- Kei Tomiyama : Tochirô Ôyama
- Reiko Tajima : Emeraldas
- Chiyoko Kawashima : Kei Yûki
- Noriko Ohara : Miimé
- Ryôko Kinomiya : Promethium
- Shūichirō Moriyama : le vieux Partisan
- Kei Tomiyama : Meowdar
- Hidekatsu Shibata : C62 48 (locomotive du Galaxy Express 999)
- Akiko Tsuboi : La Mère de Tetsurô
- Chikao Ôtsuka : Le commandant de la Guerilla
- Tatsuya Jô : Le narrateur

### Voix françaises
Directeur de doublage : Philippe Roullier
- Alexandre Aubry : Tetsuro
- Suzanne Sindberg : Maetel / Esmeralda / Nausicaä
- Christine Paris : Prométhium / Metalména
- Gérard Rouzier : Albator / le vieil homme
- Frédéric Cerdal : Faust
- Jean-Pascal Quilichini : Myaodeur
- Cathy Cerda : mère de Tetsuro / Mimé
- Michel Tugot-Doris : contrôleur du train

## Bande sonore
| N° | Titre (Original)                 | Titre (Romaji)                                | Durée |
| -- | -------------------------------- | --------------------------------------------- | ----- |
| 1  | 序曲～パルチザンの戦士たち～     | Jokyoku ~Partisan no Senshitachi~             | 5:31  |
| 2  | 若者に未来を託して               | Wakamono ni Mirai wo Takushite                | 5:55  |
| 3  | メインテーマ～新しい旅へ～       | Main Theme ~Atarashii Tabi e~                 | 4:03  |
| 4  | 謎の幽霊列車                     | Nazo no Yuurei Ressha                         | 3:37  |
| 5  | 再会～LOVE THEME～               | Saikai ~LOVE THEME~                           | 3:28  |
| 6  | 過去の時間への旅                 | Kako no Jikan e no Tabi                       | 3:18  |
| 7  | 青春の幻影                       | Seishun no Genei                              | 3:35  |
| 8  | 大宇宙の涯へ～光と影のオブジェ～ | Dai Uchuu No Hate e ~Hikari to Kage no Objet~ | 5:23  |
| 9  | 生命の火                         | Seimei no Hi                                  | 5:23  |
| 10 | 崩壊する大寺院                   | Houkai Suru Daijiin                           | 4:05  |
| 11 | サイレンの魔女                   | Siren no Majo                                 | 2:24  |
| 12 | 黒騎士との対決                   | Kuro Kishi tono Taiketsu                      | 6:06  |
| 13 | 戦士の血                         | Senshi no Chi                                 | 3:13  |
| 14 | 終曲～戦いの歌～                 | Shuukyoku ~Tatakai no Uta~                    | 2:24  |
| 15 | SAYONARA                         | SAYONARA                                      | 5:38  |

- 15 - SAYONARA[8] :
  - Parole : Mary MacGregor
  - Composé par : Brian Whitcomb & Mary MacGregor
  - Voix : Mary MacGregor
  - Producteur : David J. Holman
  - Accompagnement : Los Angeles Symphonic Studio Orchestra

## Distinction
Le film Adieu Galaxy Express 999 reçoit le prix Anime Grand Prix décerné par le magazine japonais Animage en 1981.